# Daniel Brière (hockey sur glace)
Pour les articles homonymes, voir Brière (homonymie) et Daniel Brière.
Daniel Brière (né le 6 octobre 1977 à Gatineau, Québec au Canada) est un joueur professionnel canadien de hockey sur glace. Il évoluait au poste de centre.

## Carrière

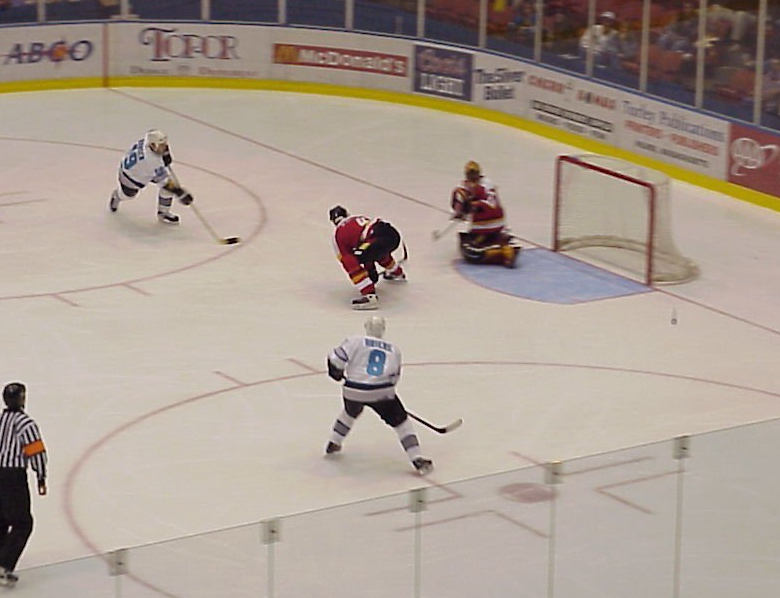
Tavis Hansen et Daniel Brière (8) marquent un but.

Brière termine la saison en 2003-2004 avec 65 points. Lors du lock-out 2004-2005 de la LNH, il dispute la saison avec le club suisse du CP Berne. En 2005-2006, Brière est l'un des joueurs les plus prolifiques de son équipe mais il est ralenti par une blessure, amassant 58 points en seulement 48 matches.
Durant les séries de la Coupe Stanley, il mène son équipe vers la finale de l'Association de l'Est perdue contre les Hurricanes de la Caroline. Il termine meilleur pointeur (19 pts : 8 buts et  11 aides), à égalité avec Eric Staal. À la fin de la saison régulière 2006-2007, il enregistre le plus grand total de sa carrière : 95 points.
Le 1er juillet 2007, Daniel Brière devient un joueur autonome sans compensation. Une dizaine d'équipes lui aurait présenté des offres. Selon les médias, le Canadiens de Montréal lui aurait offert 42 millions pour une période de 6 ans. Ce sont finalement les Flyers de Philadelphie qui lui font signer un contrat frôlant les 52 millions pour une période de 8 ans.
Le 19 juin 2013, les Flyers annoncent qu'ils vont racheter son contrat. Le 4 juillet 2013, durant la période des agents libres, il signe avec les Canadiens de Montréal pour une durée de 2 ans d'une valeur de 8 millions de dollars. Le 30 juin 2014, il est échangé à l'Avalanche du Colorado en retour de Pierre-Alexandre Parenteau et d'un choix de 5e tour au repêchage d'entrée dans la LNH 2015.
En août 2015, dans une chronique dans le journal Le Droit, il annonce mettre un terme à sa carrière professionnelle. Le 16 septembre 2015, il annonce qu'il rejoint le réseau de radio Cogeco en tant que chroniqueur hockey.
En mai 2023, il devient le directeur général des Flyers de Philadelphie, de manière officielle, à la suite du renvoi de Chuck Fletcher.

## Statistiques

### En club
| Saison     | Équipe                      | Ligue      |     | Saison régulière | Saison régulière | Saison régulière | Saison régulière | Saison régulière |    | Séries éliminatoires | Séries éliminatoires | Séries éliminatoires | Séries éliminatoires | Séries éliminatoires |
| Saison     | Équipe                      | Ligue      | PJ  | B                | A                | Pts              | Pun              | PJ               | B  | A                    | Pts                  | Pun                  |                      |                      |
| 1992-1993  | Les Forestiers d'Amos       | MAAA       | 42  | 24               | 30               | 54               | -                | 3                | 0  | 3                    | 3                    | -                    |                      |                      |
| 1993-1994  | L'Intrépide de Gatineau     | MAAA       | 44  | 56               | 47               | 103              | -                | 12               | 13 | 19                   | 32                   | -                    |                      |                      |
| 1994-1995  | Voltigeurs de Drummondville | LHJMQ      | 72  | 51               | 72               | 123              | 54               | 4                | 2  | 3                    | 5                    | 2                    |                      |                      |
| 1995-1996  | Voltigeurs de Drummondville | LHJMQ      | 67  | 67               | 96               | 163              | 84               | 6                | 6  | 12                   | 18                   | 8                    |                      |                      |
| 1996-1997  | Voltigeurs de Drummondville | LHJMQ      | 59  | 52               | 78               | 130              | 86               | 8                | 7  | 7                    | 14                   | 14                   |                      |                      |
| 1997-1998  | Falcons de Springfield      | LAH        | 68  | 36               | 56               | 92               | 42               | 4                | 1  | 2                    | 3                    | 4                    |                      |                      |
| 1997-1998  | Coyotes de Phoenix          | LNH        | 5   | 1                | 0                | 1                | 2                | -                | -  | -                    | -                    | -                    |                      |                      |
| 1998-1999  | Coyotes de Phoenix          | LNH        | 64  | 8                | 14               | 22               | 30               | -                | -  | -                    | -                    | -                    |                      |                      |
| 1998-1999  | Falcons de Springfield      | LAH        | 13  | 2                | 6                | 8                | 20               | 3                | 0  | 1                    | 1                    | 2                    |                      |                      |
| 1998-1999  | Thunder de Las Vegas        | LIH        | 1   | 1                | 1                | 2                | 0                | -                | -  | -                    | -                    | -                    |                      |                      |
| 1999-2000  | Falcons de Springfield      | LAH        | 58  | 29               | 42               | 71               | 56               | -                | -  | -                    | -                    | -                    |                      |                      |
| 1999-2000  | Coyotes de Phoenix          | LNH        | 13  | 1                | 1                | 2                | 0                | 1                | 0  | 0                    | 0                    | 0                    |                      |                      |
| 2000-2001  | Falcons de Springfield      | LAH        | 30  | 21               | 25               | 46               | 30               | -                | -  | -                    | -                    | -                    |                      |                      |
| 2000-2001  | Coyotes de Phoenix          | LNH        | 30  | 11               | 4                | 15               | 12               | -                | -  | -                    | -                    | -                    |                      |                      |
| 2001-2002  | Coyotes de Phoenix          | LNH        | 78  | 32               | 28               | 60               | 52               | 5                | 2  | 1                    | 3                    | 2                    |                      |                      |
| 2002-2003  | Coyotes de Phoenix          | LNH        | 68  | 17               | 29               | 46               | 50               | -                | -  | -                    | -                    | -                    |                      |                      |
| 2002-2003  | Sabres de Buffalo           | LNH        | 14  | 7                | 5                | 12               | 12               | -                | -  | -                    | -                    | -                    |                      |                      |
| 2003-2004  | Sabres de Buffalo           | LNH        | 82  | 28               | 37               | 65               | 70               | -                | -  | -                    | -                    | -                    |                      |                      |
| 2004-2005  | CP Berne                    | LNA        | 36  | 17               | 29               | 46               | 26               | 11               | 1  | 6                    | 7                    | 2                    |                      |                      |
| 2005-2006  | Sabres de Buffalo           | LNH        | 48  | 25               | 33               | 58               | 48               | 18               | 8  | 11                   | 19                   | 12                   |                      |                      |
| 2006-2007  | Sabres de Buffalo           | LNH        | 81  | 32               | 63               | 95               | 89               | 16               | 3  | 12                   | 15                   | 16                   |                      |                      |
| 2007-2008  | Flyers de Philadelphie      | LNH        | 79  | 31               | 41               | 72               | 68               | 17               | 9  | 7                    | 16                   | 20                   |                      |                      |
| 2008-2009  | Flyers de Philadelphie      | LNH        | 29  | 11               | 14               | 25               | 26               | 6                | 1  | 3                    | 4                    | 8                    |                      |                      |
| 2008-2009  | Phantoms de Philadelphie    | LAH        | 3   | 1                | 4                | 5                | 2                | -                | -  | -                    | -                    | -                    |                      |                      |
| 2009-2010  | Flyers de Philadelphie      | LNH        | 75  | 26               | 27               | 53               | 71               | 23               | 12 | 18                   | 30                   | 18                   |                      |                      |
| 2010-2011  | Flyers de Philadelphie      | LNH        | 77  | 34               | 34               | 68               | 87               | 11               | 7  | 2                    | 9                    | 14                   |                      |                      |
| 2011-2012  | Flyers de Philadelphie      | LNH        | 70  | 16               | 33               | 49               | 69               | 11               | 8  | 5                    | 13                   | 4                    |                      |                      |
| 2012-2013  | Eisbären Berlin             | DEL        | 21  | 10               | 24               | 34               | 24               | -                | -  | -                    | -                    | -                    |                      |                      |
| 2012-2013  | Flyers de Philadelphie      | LNH        | 34  | 6                | 10               | 16               | 10               | -                | -  | -                    | -                    | -                    |                      |                      |
| 2013-2014  | Canadiens de Montréal       | LNH        | 69  | 13               | 12               | 25               | 30               | 16               | 3  | 4                    | 7                    | 4                    |                      |                      |
| 2014-2015  | Avalanche du Colorado       | LNH        | 57  | 8                | 4                | 12               | 18               | -                | -  | -                    | -                    | -                    |                      |                      |
| Totaux LNH | Totaux LNH                  | Totaux LNH | 973 | 307              | 389              | 696              | 744              | 124              | 53 | 63                   | 116                  | 98                   |                      |                      |

### En équipe nationale
| Année | Compétition                  |   | PJ | B | A | Pts | Pun           |  | Résultat |
| 1994  | Championnat du monde -18 ans | 5 | 2  | 3 | 5 | 4   | Médaille d'or |  |          |
| 1997  | Championnat du monde junior  | 7 | 2  | 4 | 6 | 4   | Médaille d'or |  |          |
| 2003  | Championnat du monde         | 9 | 4  | 5 | 9 | 6   | Médaille d'or |  |          |
| 2004  | Championnat du monde         | 9 | 2  | 6 | 8 | 2   | Médaille d'or |  |          |

## Trophées et honneurs personnels
- Ligue de hockey junior majeur du Québec
  - 1994-1995 : meilleure recrue de la ligue avec Voltigeurs de Drummondville : le trophée Michel-Bergeron et le trophée Marcel-Robert en tant que joueur qui combine les meilleurs résultats scolaires et sportifs.
  - 1995-1996 : meilleur buteur de la ligue : le trophée Jean-Béliveau et la plaque Karcher du joueur le plus impliqué dans la communauté. Il gagne également la coupe Telus - Offensif en tant que meilleur joueur offensif de la ligue.
  - 1996-1997 : meilleur esprit sportif de la ligue : trophée Frank-J.-Selke.
  - 2016 : intronisé au Temple de la renommée de la LHJMQ (6 avril 2016)[7].
- Ligue canadienne de hockey
  - 1995-1996 : sacré meilleur pointeur de l'ensemble des trois ligues juniors (LHJMQ, LHOu et LHO).
- Ligue américaine de hockey
  - 1997-1998 : alors qu'il joue avec les Falcons de Springfield, il est nommé meilleure recrue de l'année et reçoit le trophée Dudley-« Red »-Garrett.
- Ligue nationale de hockey
  - 2006-2007 : il fait partie des cinq joueurs de l'association de l'Est à être choisi par le public pour jouer le 55e Match des étoiles de la Ligue nationale de hockey avec 475 857 voix. Il réalise au cours du match un but et quatre aides et est donc nommé MVP du match.
  - 2013 : un centre sportif, en partie à son nom, est construit à Gatineau : le complexe Branchaud-Brière[8]. Le complexe abrite deux patinoires et un terrain synthétique[9].